# Webbmejl
Webbmejl, även webbpost och webbmail, är World Wide Web-baserade system, som ger användaren möjlighet att läsa och skriva e-post med en vanlig webbläsare istället för med en särskild e-postklient.
Många universitet, skolor och företag använder den här typen av programvaror för att ge studenter och personal WWW-baserad åtkomst till sina e-postkonton och relaterade tjänster (till exempel personlig kalender, att-göra-listor och anteckningar). Dessutom erbjuder de flesta Internetleverantörer access till sina e-posttjänster via webben. Det finns också fristående webbposttjänster.
Webbpostprogramvaran kommunicerar ofta med en normal e-postserver, som sköter mottagning, lagring och filtrering av inkommande post och kontroll, lagring och sändning av utgående post, och en normal webbserver för kommunikation med webbläsaren, medan webbpostprogramvaran sköter kontakten mellan e-postserver och webbserver och skapar de webbsidor som används för användargränssnittet.

## Funktioner
De flesta webbposttjänster har följande funktioner:
- mappar
- filtrering (Inkommande e-post automatsorteras i en viss mapp
- papperskorg
- adressbok

Flera tjänster erbjuder dessutom en eller flera följande funktioner:
- möjlighet att hämta e-posten med till exempel POP3 eller IMAP, så att de också går att använda med egentliga e-postklienter
- viruskontroll som kontrollerar om bifogade filer innehåller virus
- skräppostfilter
- ordbok, synonymordbok, homonymordbok
- stavningskontroll

## Fördelar med webbmejlstjänster
- E-posten lagras på en server som är nåbar överallt där man har tillgång till en internetuppkoppling och en webbläsare.
- Centraliserat underhåll av själva e-postprogrammet (webbläsaren måste dock underhållas i normal ordning)
- Vissa webbmejlstjänster erbjuder ofta mycket större lagringsutrymme än den som erhålls av den egna internetleverantören. Till exempel, Gmail erbjöd 2012 än 7 GB gratis lagringsutrymme per Gmail-konto.

## Nackdelar med webbmejlstjänster
- Användaren måste vara online medan man hanterar e-posten. Beroende på hur tjänsten fungerar kan man dock ofta läsa eller skriva enskilda meddelanden offline.
- Vissa webbmejlstjänster erbjuder begränsad e-postlagringskapacitet
- Somliga tjänster visar reklam antingen under användningen eller bifogar reklam till det färdiga e-brev.
- Det kan vara mer komplicerat (klipp-och-klistra) för användaren att spara sina meddelanden på egen dator. Med egentliga e-postklienter är operationen normalt trivial, också då det gäller stora mängder meddelanden och med en normal e-posttjänst går operationen lätt att automatisera.
- De flesta e-brev är vanligtvis korta, mindre än 2 kB om man använder ren text, men när man använder webbmejl för att skapa meddelandet slås det i allmänhet in i webbplatsens HTML, vilket gör att e-brevet kan svälla till 40 kB eller mer. Detta gör att hastigheten på webbplatsens användning minskar. Speciellt märkbart blir detta om man som användare sitter på en långsam uppkoppling till exempel via modem eller via GSM i ett område med dålig täckning. Med vissa tjänster är det omöjligt att använda ren text för utgående e-post, varvid problemet drabbar också dem man kommunicerar med.
- Externa webbmejltjänster kan vara sämre skötta än den egna e-posttjänsten – men de kan också skötas bättre.
- Webbmejlstjänster anklagas ofta för att våra säkerhetsmässigt känsliga. Medan de normala e-posttjänsterna vanligen tillhandahålls av en organisation man är anknuten till eller en stor lokal internetoperatör tillhandahålls fristående webbmejltjänster ofta av tredje parter under en främmande jurisdiktion. Exempel på detta är Chalmers tekniska högskola[1] och tidningen Aftonbladet som har sina e-postservrar i USA.[2]

## Andra funktioner hos webbmejl
- Webbmejlkonton är enkla att skapa med ett minimum av teknisk kunskap och kan erbjuda frihet från ens nuvarande Internetleverantör och dessutom en viss grad av anonymitet.
- Möjligheten att komma åt webbmejltjänsten var som helst ifrån betyder att det är svårare att spåra den person som använder kontot än om detta hade skett från användarens hemadress.

Dessa egenskaper beror inte på skillnaden i teknik utan på skillnad ifråga om målgrupp och hur tjänsterna typiskt används.

## Gigabytelagring
Beroende på den stora mediabevakning som Gmails första presentation av sin webbmejlstjänst med 1 Gigabytes lagringsutrymme ökade många av de redan etablerade webbmejlstjänsteföretagen sin lagringskapacitet, precis som många Internetleverantörer.
Innan lanseringen av Gmail var den största kommersiella webbmejlstjänsten Runbox med 100 MB. Många webbmejlsleverantörer följde Gmails exempel för att förhindra att användarna bytte tjänst och för att dra fördel av det förnyade intresset för webbmejlstjänster. Nedan finns en kort sammanställning av händelseförloppet efter Gmails lansering.

### Historik
- 31 mars 2004: Gmail lanserades officiellt med 1 gigabyte lagringsutrymme per användare. 1 april 2005 (Gmail:s första födelsedag) förhöjde Gmail vardera användares lagringskvot till mer än 2 gigabytes. Denna nya skepnad och det ursprungliga erbjudandet med 1000 megabyte utgör hundratals gånger mer lagringsutrymme än vad andra webbmejlstjänster erbjöd då Gmail tillkännagavs officiellt år 2004.
- 5 april 2004: Spymac blev den första webbmejlstjänsten som var tillgänglig för allmänheten att erbjuda en gigabyte lagringsutrymme.
- 29 maj 2004: Europa-utgåvan av Lycos höjde sin betalutrymmestilldelning upp till 1 GB.
- 15 juni 2004: Yahoo! Mail förhöjde gratis lagringsutrymme till 100 MB och dess betalutrymme till 2 GB. (Gratis lagringsutrymme för Yahoo! Mail förhöjdes senare till 250 MB, närmare bestämt 2 december 2004).
- 18 juni 2004: Rediff.com, med högkvarter i Bombay, Indien, höjde lagringskapaciteten för den fria allmänhetstjänsten till en gigabyte.
- 24 juni 2004: Microsofts Hotmail fick utökat lagringsutrymme - 250 MB och 2 GB, respektivt för den kostnadsfria- och kommersiella tjänsten. Detta gällde användare i Nordamerika.
- I slutet av juni uppdaterade den israeliska söksajten Walla sin tjänst till att erbjuda 1 GB kapacitet.
- 29 juli 2004: Yahoo! Mail förhöjde kapaciteten till 1 GB för dess användare i Kina med förhoppning att få fotfäste i landets uppsving på internetmarknaden.
- 21 mars 2005: Streamload tillkännagav lanseringen av xStreamMail, och blev den första e-posttjänsten som var speciellt anpassad för sändning och delad samling av högkvalitiva videofilmer och foton. Användarna av xStreamMail gavs 10 GB fritt lagringsutrymme.
- 23 mars 2005: Yahoo! Mail hävdar att det inom kort att Yahoo kommer att ge alla användare av tjänsten en kapacitet på 1 gigabyte.
- 1 april 2005: Gmail förhöjde sitt lagringsutrymme till 2 GB. Lagringsutrymmet har utökats konstant sedan tjänsten lanserades.
- 11 maj 2005: America Online tillkännagav AIM Mail, en gratis webbmejlstjänst med en kapacitet på 2 gigabyte.
- 6 juni 2005: America Online meddelar att dess betalande prenumeranter får obegränsat med lagringsutrymme.
- 8 oktober 2005: Runbox meddelar att dess prenumeranter ska få 10 GB lagringsutrymme med 1 GB utrymme för datafiler.
- 30gigs meddelade att dess prenumeranter ska få 30 GB lagringsutrymme.
- 1 november 2005: Microsoft lanserade en beta-version av Windows Live Mail, efterföljaren till Hotmail, där en av nyheterna var 2 GB gratis lagringsutrymme för alla konton.

## Programvaruexempel
Några nämnvärda öppna programvaror för att få webbmajlfunktionalitet på en e-postserver:
- Horde IMP
- OpenWebmail (baserat på NeoMail)
- RoundCube
- SquirrelMail

## Fristående webbmejltjänster
År 2017 var de mest använda fristående webbmejltjänsterna
- Gmail
- Outlook.com
- Yahoo Mail

Andra mindre kända tjänster av samma typ är
- AIM Mail
- Mail.com
- Fastmail
- Runbox
- Rediffmail
- Lycos Mail
- Excite Mail
- Hushmail